# 40 días y 40 noches
40 días y 40 noches (2002) es una película estadounidense dirigida por Michael Lehmann y protagonizada, entre otros, por Josh Hartnett, Shannyn Sossamon, Paulo Costanzo y Vinessa Shaw, galardonada con el premio Bogey 2002.

## Sinopsis
Matt (Josh Hartnett) tiene un problema: desde que lo dejó con Nicole (Vinessa Shaw) sus relaciones sexuales no son nada fructíferas. Por ello, animado por su hermano y confesor John (Adam Trese), decide pasar su propia Cuaresma: 40 días y 40 noches sin sexo. Mientras su compañero de piso y amigo Ryan (Paulo Costanzo) hace una apuesta en el trabajo sobre si logrará o no superar tanto tiempo sin sexo, Matt conoce a Erica (Shannyn Sossamon) y se enamora de ella. Obviamente, no puede acostarse con ella o perderá la apuesta.

## Argumento
Dos amigos que comparten un apartamento, Matt (Josh Hartnett) y Ryan (Paulo Costanzo), también trabajan en la misma empresa en San Francisco. Matt está obsesionado con su exnovia Nicole (Vinessa Shaw), de quien se ha enterado de que se ha comprometido en matrimonio. Matt tiene un hermano, John (Adam Trese) que estudia para seguir el sacerdocio y que es su confidente. A él le cuenta sobre sus problemas sexuales con su obsesión por su exnovia, Nicole, y le confiesa sus planes de abstenerse de cualquier actividad sexual por 40 días y 40 noches, al igual que la Cuaresma. John le advierte que el celibato no es fácil de llevar. Por su lado, Ryan al enterarse de los planes de Matt, organiza entre sus compañeros de trabajo un juego de apuestas, donde el premio se lo llevará quien acierte cuanto tiempo resistirá Matt sin sexo.
Matt, con mucho esfuerzo, logra hacer pasar los días. En la espera, conoce a una colega profesional Erica (Shannyn Sossamon), con quien establece una relación afectiva. Ella se entera por él de su problema con Nicole, del plan de abstinencia sexual y de la apuesta. Al enterarse de la existencia de Erica, los compañeros de trabajo de Matt lo acosan para que rompa su celibato, y así poder ganar la apuesta, llevándolo al borde del colapso. 
Pronto llega el día 40 y Matt y Erica planean celebrar el fin de la apuesta. Cuando todo parece indicar que Matt ganará, reaparece Nicole en su vida. Ella ha roto su compromiso, se ha enterado de la apuesta y decide apostar una gran suma. Para ganarla logra introducirse en el departamento de Matt mientras él duerme y sueña con Erica, y lo viola en el sueño. Con el sorpresivo giro que toma la situación, Erica cree que Matt la ha engañado, pero él consigue convencerla de que está en un error. Comienzan a hacer el amor intensamente, mientras los compañeros de trabajo inician una nueva apuesta : cuanto resistirá Matt.

## Reparto
| Actor               | Personaje       |
| ------------------- | --------------- |
| Josh Hartnett       | Matt Sullivan   |
| Shannyn Sossamon    | Erica Sutton    |
| Maggie Gyllenhaal   | Sam             |
| Vinessa Shaw        | Nicole          |
| Paulo Costanzo      | Ryan            |
| Adam Trese          | John Sullivan   |
| Griffin Dunne       | Jerry Anderson  |
| Emmanuelle Vaugier  | Susie           |
| Monet Mazur         | Candy           |
| Keegan Connor Tracy | Mandy           |
| Christine Chatelain | Andie           |
| Stanley Anderson    | Padre Maher     |
| Lorin Heath         | Diana           |
| Glenn Fitzgerald    | Chris           |
| Jarrad Paul         | Duncan          |
| Terry Chen          | Neil            |
| Kai Lennox          | Nick            |
| Chris Gauthier      | Mikey           |
| Barry Newman        | Walter Sullivan |
| Mary Gross          | Bev Sullivan    |
| Dylan Neal          | David Brokaw    |

## Estrenos
| País                   | Estreno                            |
| ---------------------- | ---------------------------------- |
| Estados Unidos         | Viernes, 1 de marzo de 2002        |
| Canadá                 | Viernes, 1 de marzo de 2002        |
| Israel                 | Jueves, 11 de abril de 2002        |
| Dinamarca              | Viernes, 19 de abril de 2002       |
| Suecia                 | Viernes, 19 de abril de 2002       |
| Australia              | Jueves, 25 de abril de 2002        |
| Croacia                | Jueves, 25 de abril de 2002        |
| Portugal               | Viernes, 3 de mayo de 2002         |
| Eslovenia              | Jueves, 9 de mayo de 2002          |
| Singapur               | Jueves, 9 de mayo de 2002          |
| Italia                 | Viernes, 10 de mayo de 2002        |
| Corea del Sur          | Viernes, 17 de mayo de 2002        |
| Líbano                 | Jueves, 23 de mayo de 2002         |
| Chipre                 | Viernes, 24 de mayo de 2002        |
| Finlandia              | Viernes, 24 de mayo de 2002        |
| México                 | Viernes, 24 de mayo de 2002        |
| Rumania                | Viernes, 24 de mayo de 2002        |
| Taiwán                 | Sábado, 25 de mayo de 2002         |
| Filipínas              | Miércoles, 29 de mayo de 2002      |
| Alemania               | Jueves, 30 de mayo de 2002         |
| Hong Kong              | Jueves, 30 de mayo de 2002         |
| Hungría                | Jueves, 30 de mayo de 2002         |
| Austria                | Viernes, 31 de mayo de 2002        |
| Brasil                 | Viernes, 31 de mayo de 2002        |
| Noruega                | Viernes, 31 de mayo de 2002        |
| Reino Unido            | Viernes, 31 de mayo de 2002        |
| Turquía                | Viernes, 31 de mayo de 2002        |
| Rusia                  | Jueves, 6 de junio de 2002         |
| Ucrania                | Jueves, 6 de junio de 2002         |
| España                 | Viernes, 7 de junio de 2002        |
| Islandia               | Viernes, 7 de junio de 2002        |
| Argentina              | Jueves, 13 de junio de 2002        |
| Polonia                | Viernes, 14 de junio de 2002       |
| Sudáfrica              | Viernes, 14 de junio de 2002       |
| Emiratos Árabes Unidos | Miércoles, 19 de junio de 2002     |
| Suiza                  | Jueves, 20 de junio de 2002        |
| Bulgaria               | Viernes, 21 de junio de 2002       |
| India                  | Viernes, 28 de junio de 2002       |
| Eslovaquia             | Jueves, 4 de julio de 2002         |
| República Checa        | Jueves, 4 de julio de 2002         |
| Bélgica                | Miércoles, 10 de julio de 2002     |
| Francia                | Miércoles, 10 de julio de 2002     |
| Nueva Zelanda          | Jueves, 11 de julio de 2002        |
| Estonia                | Viernes, 12 de julio de 2002       |
| Países Bajos           | Jueves, 25 de julio de 2002        |
| Chile                  | Jueves, 1 de agosto de 2002        |
| Tailandia              | Viernes, 2 de agosto de 2002       |
| Colombia               | Viernes, 9 de agosto de 2002       |
| Perú                   | Jueves, 15 de agosto de 2002       |
| Grecia                 | Viernes, 16 de agosto de 2002      |
| Bolivia                | Jueves, 29 de agosto de 2002       |
| República Dominicana   | Jueves, 29 de agosto de 2002       |
| Belice                 | Viernes, 30 de agosto de 2002      |
| Costa Rica             | Viernes, 30 de agosto de 2002      |
| El Salvador            | Viernes, 30 de agosto de 2002      |
| Guatemala              | Viernes, 30 de agosto de 2002      |
| Honduras               | Viernes, 30 de agosto de 2002      |
| Nicaragua              | Viernes, 30 de agosto de 2002      |
| Panamá                 | Viernes, 30 de agosto de 2002      |
| Venezuela              | Miércoles, 4 de septiembre de 2002 |